# Pâte à choux
Pour l’article ayant un titre homophone, voir Patachou.

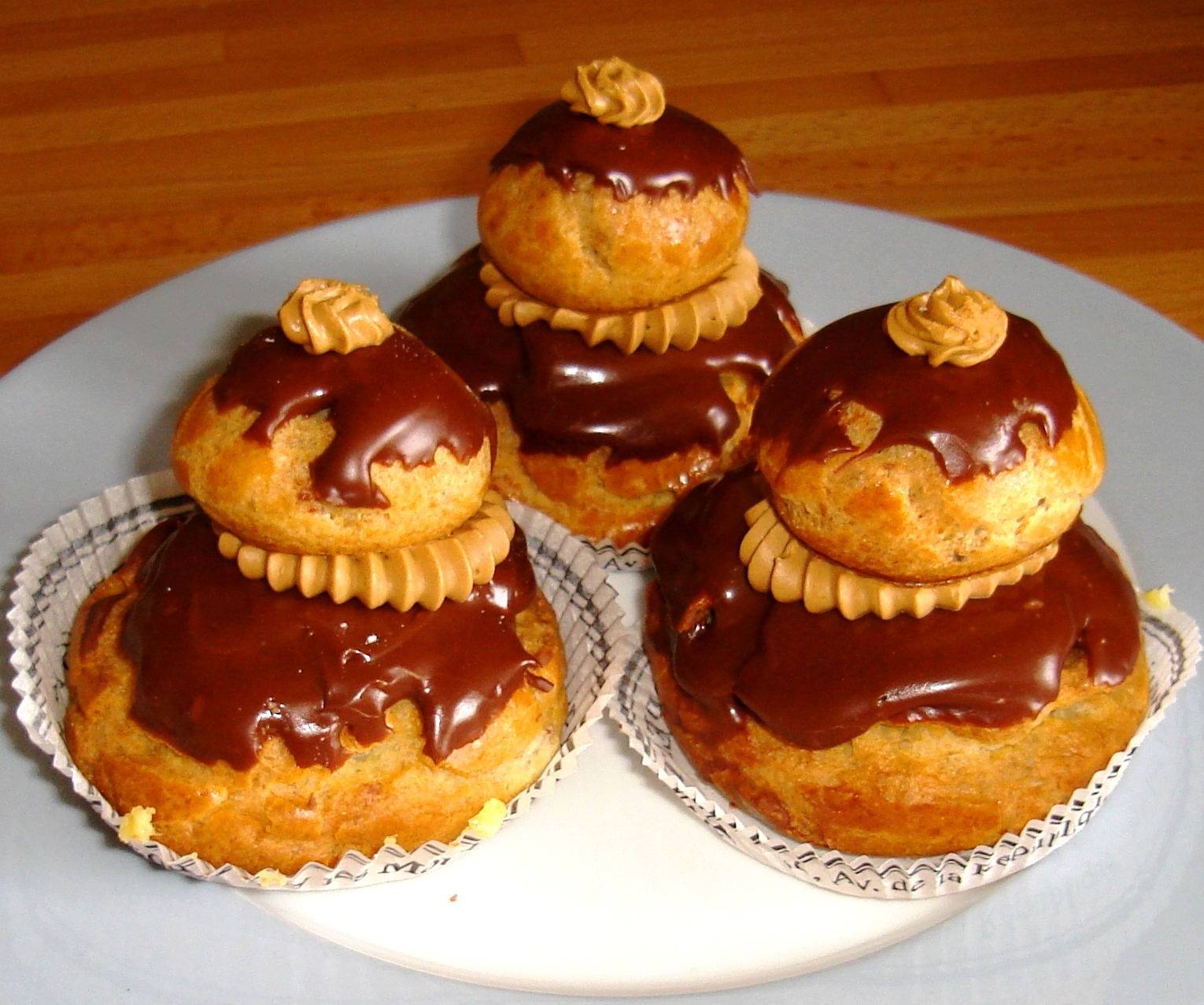
La pièce montée et les religieuses sont emblématiques des réalisations de pâte à choux.

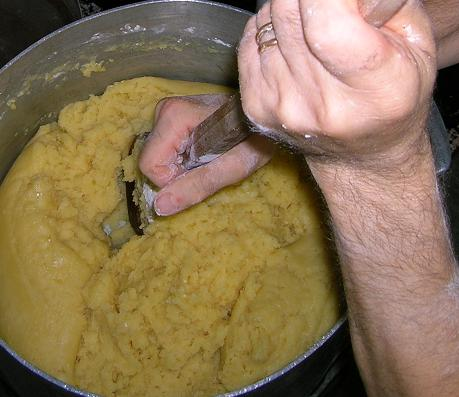
Mélanger la pâte à choux pour les beignets.

La pâte à choux est une pâte complexe, cuite en deux temps, utilisée en pâtisserie pour de nombreuses réalisations sucrées (chou à la crème, éclair, religieuse, saint-honoré…) ou salées (gougères, pommes dauphines et quenelles lyonnaises…). Elle est obtenue par l'incorporation d'œufs dans une pâte appelée « panade », composée de farine qui subit une opération de pré-cuisson dans de l'eau et/ou du lait, salée, beurrée et au cours du desséchage. Plusieurs opérations, maintenant assez mécanisées, nécessitaient beaucoup d'énergie et de force.

## Historique
L'origine de la pâte à choux remonte au XVIIIe siècle, elle apparaît dans les ouvrages de Jean Avice, pâtissier de Talleyrand, et Antonin Carême.
Une légende attribue son invention à un pâtissier italien nommé Pantanelli (ou Penterelli), faisant partie de la suite de la reine Catherine de Médicis. Son successeur, Popelini, confectionnait un gâteau, le popelin, qui était réalisé à partir d'une pâte desséchée sur le feu, qu'on appelait « pâte à chaud ».
Cette légende est manifestement fausse puisqu'aucun cuisinier italien n'a été recensé à la cour de France durant le règne de Catherine de Médicis. Ce récit s'inscrit dans ledit mythe italien dans la cuisine française.

## Ingrédients
Proportions pour la base : 1 litre d'eau (ou lait), 20 g de sel, 400 g de beurre, 800 g de farine, 16 œufs. Moyen mnémotechnique : « Règle des 1, 2, 4, 8, 16 » (soit le 1 pour 1 litre / le 2 pour 20 g / le 4 pour 400 g, etc.). Certains mettent 4 cuillères à soupe de sucre dans le cadre de l'usage de la pâte pour les préparations sucrées et d'autres n'en mettent pas.

## Confection
La confection de la pâte à choux s'effectue en quatre étapes principales.
- Pré-mélange ou réalisation de la panade : le beurre est fondu dans le liquide bouillant salé (mélange eau et lait). La farine est ajoutée en battant hors du feu et d'un seul coup, c'est ainsi qu'on obtient la panade.
- Desséchage (une pré-cuisson de la farine) : la panade est alors desséchée à feu doux en mélangeant à la spatule pendant 4-5 minutes afin d'obtenir un empois riche en gluten[1].
- Ajout des œufs (hors du feu) : l'empois est laissé à refroidir jusqu'à environ 30 °C, puis mélangé avec les œufs afin d'obtenir une consistance moyenne. Il est travaillé longuement pour incorporer des bulles d'air. Attention, la pâte à choux une fois prête ne se conserve pas. Elle doit être dressée puis cuite sans tarder[3]. La plupart des recettes de pâte à choux préconisent l'ajout des œufs un à un. Cette consigne sert en fait à garantir que la pâte est travaillée assez longtemps pour y incorporer assez d'air[3].
- Dernière cuisson (four) : l'eau contenue dans la pâte se transforme en vapeur faisant gonfler la pâte[3] ; tandis que l'albumine des œufs coagule pour former une couche extérieure imperméable, qui retient la vapeur d'eau et augmente le gonflement[1]. Le four ne doit absolument pas être ouvert pendant la cuisson. Température du four sur 180° pendant 20 à 25 minutes et enfin dix minutes à 150° pour les sécher.
- On peut surmonter la pâte, avant cuisson, de craquelin (pâte fine à base de farine, beurre et sucre roux), qui décorera et aromatisera la pâte[4],[5],[6] tout en aidant à régulariser la pousse[7].

Remarque : beaucoup de recettes de beignets comportent les trois premières opérations identiques aux choux, mais seule la dernière cuisson au four est remplacée par une friture.

## Variantes
- La pâte à choux « d'office », dite aussi salée, ne contient pas de sucre. Elle peut être parfumée à la muscade ou au fromage râpé. Elle est utilisée pour les gnocchi, pommes dauphines, gougères, choux salés et quenelles lyonnaises (la pâte est pré-cuite au court-bouillon).
- La pâte à choux « ordinaire », dite aussi sucrée[8] est pour les pâtisseries.

### Préparations à base de pâtes à choux

#### Préparations sucrées

##### Non fourrées
- Choux grillés
- Chouquette
- Couronnes au sucre
- Esses en sucre

##### Fourrées
- Arlequins
- Chou à la crème ou choux chantilly
- Croquembouche
- Cygnes
- Divorcé
- Éclair
- Figues
- Francomtois
- Glands
- Paris-brest
- Pet de nonne
- Pièce montée
- Polka
- Pont-neuf
- Profiterole
- Religieuse
- Saint-honoré
- Salambo ou gland
- Solférino

#### Préparations salées
- Gnocchis à la parisienne
- Gougères
- Pommes dauphines
- Quenelles